# 12 км (зупинний пункт, Донецька дирекція Донецької залізниці)
12 кіломе́тр — пасажирський залізничний зупинний пункт Донецької дирекції Донецької залізниці на електрифікованій лінії Донецьк — Ясинувата-Пасажирська між станціями Донецьк-Північний (5 км) та Ясинувата-Пасажирська (2 км). Розташований між селом Мінеральне та селищем Каштанове Ясинуватської міської ради Донецької області.
15 березня 2014 року зупинний пункт офіційно внесено до Тарифного керівництва № 4 (код ЄМР 480282).
Через військову агресію Росії на сході Україні транспортне сполучення припинене.